# Lovens Blodhunde
Lovens Blodhunde er en amerikansk stumfilm fra 1913 af Allan Dwan.

## Medvirkende
- Murdock MacQuarrie.
- Pauline Bush.
- William Lloyd.
- James Neill.
- Lon Chaney.